# دلتادروميوس
دلتادروميوس (بالإنجليزية: Deltadromeus)‏ هو ديناصور لاحم سريع وكأنه رابتور عملاق ينتمي الي الثيروبودوات عاش في شمال أفريقيا وخاصة الواحات البحرية في اواخر العصر الطباشيري، كان له مخالب كبيره وسيقان قويه والكثير من الأسنان الحادة.